# أندرو ستيوارت
أندرو ستيوارت (بالإنجليزية: Andrew Stewart (died 1872)) (و. 1791 – 1872 م) هو سياسي، ومحام من الولايات المتحدة الأمريكية .
وهو عضو في الحزب الجمهوري، والحزب الديمقراطي الأمريكي، وحزب اليمين .